# Hyllus multiaculeatus
Hyllus multiaculeatus är en spindelart som beskrevs av Lodovico di Caporiacco 1949. Hyllus multiaculeatus ingår i släktet Hyllus och familjen hoppspindlar. Inga underarter finns listade i Catalogue of Life.